# The Awakening of Jones
The Awakening of Jones è un cortometraggio muto del 1912 diretto da Laurence Trimble e prodotto dalla Vitagraph Company of America. Aveva come interpreti John Bunny e Flora Finch, una popolarissima coppia di comici del muto.

## Trama
Due attori, marito e moglie, rimasti al verde, non potendo pagare il conto dell'albergo si mettono d'accordo con Jones, il proprietario, lasciandogli i loro bagagli. Il signor Jones avrebbe bisogno di un vestito nuovo e sua moglie, che gestisce la cassa, gli suggerisce di usare il guardaroba dell'attore. Sceglie così un abito piuttosto vistoso, dall'aspetto sportivo. Vedendosi allo specchio, l'impressione è buona e si sente pieno di indipendenza e mascolinità. Prende del denaro dalla cassaforte e si mette a girare in città. Incontra un batterista al quale offre da bere. Questi poi lo porta a una partita di poker dove Jones viene presto aiutato a sbarazzarsi dei suoi soldi. Per poterli recuperare, ha un'idea: si precipita a casa dove, sempre attingendo al baule dell'attore, cambia il suo vestito con un costume da pirata. L'abito lo trasforma e lo rende aggressivo: recuperati i soldi, va in città dove ha tutte le intenzioni di divertirsi a dispetto di sua moglie. Lei, allora, decide di fare come lui: pesca dal guardaroba un bell'abito elegante e di classe e così vestita, va in città a cercare il marito. Che trova insieme a una coppia di bionde ammalianti. Ripreso il controllo del ribelle, lo riporta a casa dove gli fa capire quale sia il vero capo della ditta.

## Produzione
Il film fu prodotto dalla Vitagraph Company of America.

## Distribuzione
Distribuito dalla General Film Company, il film - un cortometraggio in una bobina - uscì nelle sale cinematografiche statunitensi il 2 agosto 1912.